# 卡伦·霍妮
卡倫·荷妮（/ˈhɔːrnaɪ/，1885年9月16日—1952年12月4日），挪丹德美心理學家与精神病学家，新弗洛伊德學派研究者。社会心理学先驅。对基本焦慮研究贡献良多，并提出理想化自我的心理学概念。1915年获得德国柏林大学联盟医学博士学位。后移居美国。

## 生平
霍妮於1885年9月16日誕生於德国汉堡一個名叫布蘭肯內澤(Blankenese)的小村莊。父親為挪威卑爾根人，遠洋漁船船長，篤信宗教、獨裁而沉默寡言。母親為丹麦人，比父親年幼十六歲，思想豪放不拘。霍妮母親与前夫共育有四子女，再婚後又育有兄长貝恩特(Bernt)与霍妮与弟弟。幼時与兄长感情親暱；但隨年齡增長，兄长時常外出与女伴約會，使霍妮產生失落感，兄妹感情漸不如往昔親近。
于霍妮回憶中，父親為一位可怕人物，他看不起她，認為她外貌醜陋，天資愚笨。霍妮亦感受到母親對兄长的偏愛，因而其童年生活頗不快樂。9歲時，其改變了生活態度，其曾曰：「雖然我不能讓自己變漂亮，但我能使自己更加聰明」。

### 求學經歷与感情狀況
霍妮12歲時，為了治病而對醫学產生了深刻興趣，萌發成為醫生決心。1901年，于母親支持下進入高中。于十九世紀末，女權運動雖已推翻了許多舊有傳統，使女性得以參與職業，但女性從醫仍屬罕見。因此父親對霍妮学醫想法極力反對，霍妮母親為此与丈夫產生爭執，並在1904年離婚。1906年，霍妮進入弗赖堡大学学習醫学，1908年轉至哥廷根大学，經考試合格後于柏林「蘭克維茲療養院」鑽研三年精神醫学。第三年則追隨德国最著名神經学家赫曼·奧本海默学習。大学期間，其遇到了已婚的奧斯卡(Oskar Horney)，他們于1909年結婚並共育有了3女，但婚後夫妻感情不睦，1926年離婚。此後曾一度与精神分析研究所另一位精神分析学家弗洛姆相戀。
1909年，由于抑鬱症与性問題困擾，開始接受S‧弗洛伊德嫡傳弟子K‧亞伯拉罕精神分析。1910年，父親過世，1911年，母親過世。1913年，霍妮獲得柏林大学醫学博士學位。于結束醫師實習之後，霍妮轉任柏林精神醫院住院醫師，歷任四年（1915－1918），接著于神經科門診行醫。
1923年，奧斯卡得了腦膜炎，生意也陷入低潮，加上霍妮弟弟于這年因肺炎過世，使霍妮情緒低落，抑鬱症再度發作，曾萌生自殺念頭。

### 學術成就
1920－1932年間，霍妮于柏林精神分析研究所任教，並創辦私人診所。霍妮于此期間對S‧弗洛伊德關于女性性慾看法表示不滿，因而離開弗洛伊德正統学說；于雜誌上發表了大量論文，多關於女性問題与否認弗洛伊德相關論點文章。后移民美国。
赴美後，因对弗洛伊德理论的种种不满，1941年，于紐約精神分析学院一次會議後，霍妮無故遭解聘；而當時与会人士有半數以上拒絕表決。于是以霍妮為首，成立了歷史性一項新組織──美國精神分析促進協会，並設立「美國精神分析学院」，霍妮獲選為院長。協会組織甚為嚴密，不受其他个人或团体理論所左右。並發表協会宗旨：「對弗洛伊德所創設理論基礎抱著自由質疑、容忍及虛心不偏激態度，以促進精神分析發展……我們相信人類天生是具有建設性，必能創造出一个環境，于此環境下个人潛力都能受到鼓舞而抒發出來」。
1952年11月，霍妮因罹患肝內膽管癌併發全身性轉移而病逝，享年67歲。

## 霍妮的基本理论
霍妮反對弗洛伊德將人類的心理現象歸結为生死驅力、性衝動（Libido）与阴茎羡妒（Penis envy）等概念，認為人類某些的精神衝突是由外部文化及環境造成的。
在人格發展方面，弗洛伊德理论認為女性的精神障礙是基於對男性「阴茎羡妒」，霍妮卻採取阿尔弗雷德·阿德勒的觀點，指女性希望成為男性是因為希望擁有那些被我們的文化認為屬於男性的特質或特權，比如力量、勇氣、獨立、成功、性自由及選擇伴侶的權利，這些都是文化因素而非生物因素決定的。霍妮亦指出當男性（男孩）發現自己沒有懷孕生育的本能時，他們反而會產生妒忌及自卑，所以男性表現出的進取心，爭取成功是對這種自卑感的補償。

### 基本焦慮
基本焦慮是指自個體出生後，因受環境種種缺乏溫暖和安全的影響，所形成的無助感及恐懼感。絕大多數的父母，無法針對幼兒的身心需求設置有利的成長的理想環境，甚至有許多父母，對幼兒過分苛求，或是過度放縱，致使幼兒無法在充滿愛意與安全的環境成長。根據霍妮對精神官能症的看法，患者掙扎於三種因應基本焦慮的反應類型中。這三種反應類型(或神經質傾向)分別是趨近、反抗與逃避。

### 神經官能症三種類型
依10種神經質需求，按性質分為三類，每類代表一種性格：
1. 依從性格(compliant character)：指個體缺乏獨立，強烈需求別人的關愛，依賴別人情感支持的性格;在表面上是親近任，而在潛意識中卻是借依從消除焦慮感。
2. 攻擊性格(aggressive character)：指個體對人持敵對攻擊態度，藉以攻為守策略来取得別人的重視。
3. 離群性格(detached character)：指個體不與人親近的性格;表面上是獨善其身，而潛意識中卻是對人際感情敏感，借離群以保安全。

### 神經官能症診斷(需與以下症状相互鑒別)
1. 意志喪失性格：智力障礙在每個病人中差異較大，近期記憶喪失是最明顯的特點，病人常表現獃滯，自發性或主動性活動下降，談話、閱讀、寫作、愛好和創造性減弱，對家庭不關心、淡漠或冷淡、孤僻、工作效率差。有人把這些複雜活動異常，稱為意志喪失性格。意志喪失性格是正常顱壓腦積水的臨床症状之一。
2. 老人性格孤僻：遠離市區、遠離聲響。雖然清淨有利於減緩老人聽力的衰退，但太安靜的環境也可能導致老人的身心健康受損。 老年人生活在過於安靜的環境，時間長了就會導致抵抗力下降，而且變得性情孤僻，對生活冷漠。獨居老人性格孤僻，很容易患上「被害妄想症」等精神疾病。
3. 對刺激過敏，反省過度、怯懦小心，缺乏信心，有不完善感，自卑感，易疲勞和強迫性。

### 自我概念
Horney的自我概念分為兩種群體來討論，他認為精神官能症患者與健康者應用不同人格概念去解讀。
健康者(healthy person)：真正我（real-self）藉由清晰的自我形象反應而出，自我形象提供self一種整體的感覺和人格的統合，也由於正常人的自我形象是利基於我們對自己的一些真實評價而來，因此能達成真實我
自我認知（self-realization）：Horney認為，心智健康者會擁有精準的自我認知，便能自由地理解自身的潛能。
精神官能症患者(neurosis)： 
理想我（ideal-self）：精神病患同樣為了統一人格，但他們的自我形象是來自於妄想，並建構絕對完美理想化形象。
壓抑我（despised-self）：精神病患為了理解他自己的這個理想，會陷入一種應該的壓制狀態，他們會因為理想而告訴自己應該做到完美，而真實的自我卻做不到而非常不討喜最後會否認真實的自我，而horney認為這是不切實際的
精神官能症的十個「驅動力量」，也可說是精神官能症的十個「需要」或「傾向」： 
1. 對愛和稱讚的需要。（The need for affection and approval.）
2. 對生活伴侶的需要。（The need for a partner.）
3. 對把自己的生活限制在狹窄範圍之內的需要。（The need to restrict life practices to within narrow borders; to live as inconspicuous a life as possible.）
4. 對權力的需要（The need for power.），
  1. 包含：(1)對處心積慮地控制自我和別人的需要。(2)對無所不能的意志的需要。
5. 對剝削他人和不擇手段的撈取好處的需要。（The need to exploit others.）
6. 對社會認可或聲譽的需要。（The need for social recognition.）
7. 對稱讚自己的需要。（The need for personal admiration.）
8. 對個人成就的需要。（The need for personal achievement.）
9. 對自己能自足自立的需要。（The need for self sufficiency and independence.）
10. 對完美的需要。（The need for perfection.）

以上這些需求可合併為三種類型：
1. 親近他人
2. 對抗他人
3. 逃避他人

依據這三種需求類型，可歸類出三種性格：
1. 依從性格（compliant character），個體缺乏獨立，強烈需求別人的關愛。
2. 攻擊性格（aggressive character），個體對人持敵對、否定態度。
3. 離群性格（detached character），個體不與人親近的性格。

## 霍妮的著作
- 《我们时代的神经症人格》The Neurotic Personality of our Time, Norton, 1937. ISBN 978-0-393-01012-1
- 《我们内心的冲突》Our Inner Conflicts, Norton, 1945. ISBN 978-0-393-00133-4
- 《自我分析》Self-analysis, Norton, 1942. ISBN 978-0-393-00134-1
- 《神经症与人的成长》Neurosis and Human Growth, Norton, New York, 1950. ISBN 978-0-393-00135-8
- Are You Considering Psychoanalysis? Norton, 1946. ISBN 978-0-393-00131-0
- New Ways in Psychoanalysis, Norton, 1939. ISBN 978-0-393-00132-7 (alternate link)
- Feminine Psychology (reprints), Norton, 1922–37 1967. ISBN 978-0-393-00686-5
- The Collected Works of Karen Horney (2 vols.), Norton, 1950. ISBN 978-1-199-36635-1
- The Adolescent Diaries of Karen Horney, Basic Books, New York, 1980. ISBN 978-0-465-00055-5
- The Therapeutic Process: Essays and Lectures, ed. Bernard J. Paris, Yale University Press, New Haven, 1999. ISBN 978-0-300-07527-4
- The Unknown Karen Horney: Essays on Gender, Culture, and Psychoanalysis, ed. Bernard J. Paris, Yale University Press, New Haven, 2000. ISBN 978-0-300-08042-1
- Final Lectures, ed. Douglas H. Ingram, Norton, 1991.—128 p. ISBN 978-0-393-30755-9 ISBN 978-0-393-30755-9

以下為鏈接
- Neurosis and Human Growth, Norton, New York, 1950. ISBN 978-0-393-00135-8
- Are You Considering Psychoanalysis? Norton, 1946. ISBN 978-0-393-00131-0
- Our Inner Conflicts, Norton, 1945. ISBN 978-0-393-00133-4
- Self-analysis, Norton, 1942. ISBN 978-0-393-00134-1
- New Ways in Psychoanalysis, Norton, 1939. ISBN 978-0-393-00132-7 (alternate link)